# U-9 (S188)
Le U-9 (S188) est un sous-marin à propulsion  diesel-électrique de Type 205 de la marine allemande (Bundeswehr). Il a été construit par Howaldtswerke-Deutsche Werft de Kiel. Il a été lancé le 20 octobre 1966 et mis en service le 11 avril 1967. Il a été mis hors service le 3 juin 1993 et est dorénavant un navire-musée au Musée des techniques de Spire  à Spire.

## Galerie

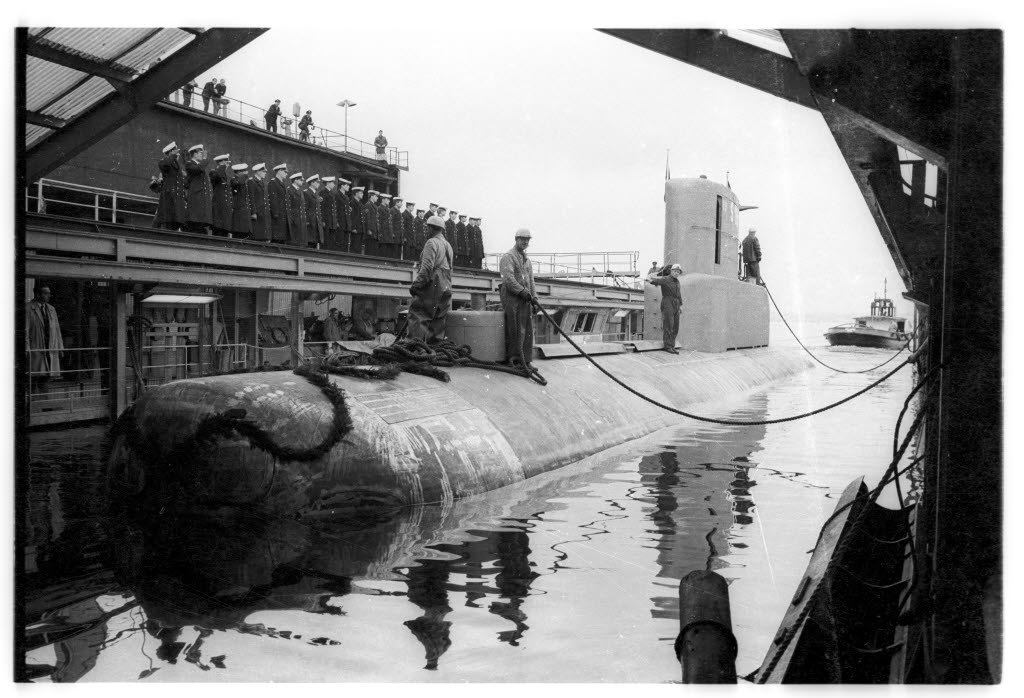
U-9 à Kiel en 1966
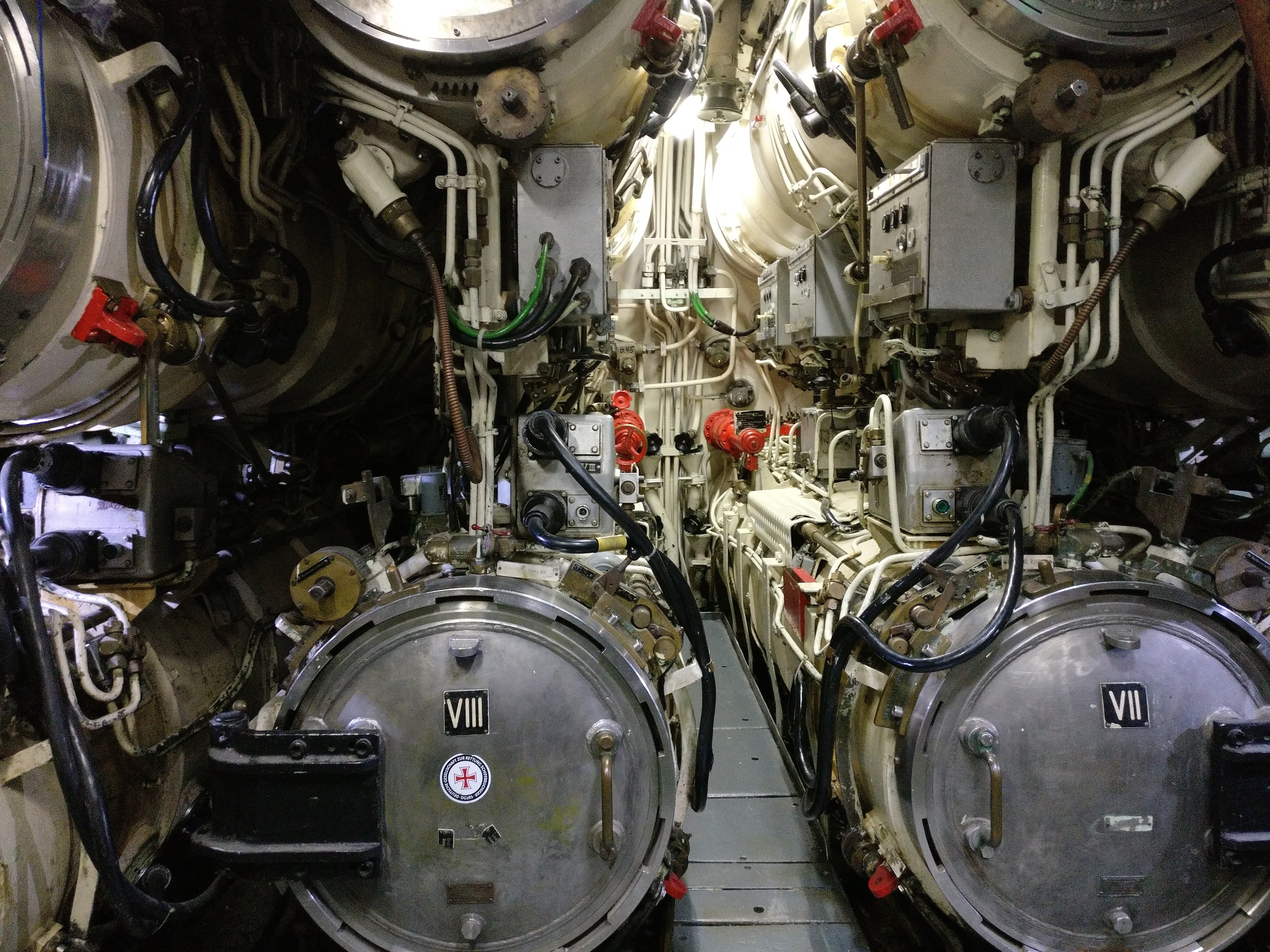
Salle des tubes lance-torpilles
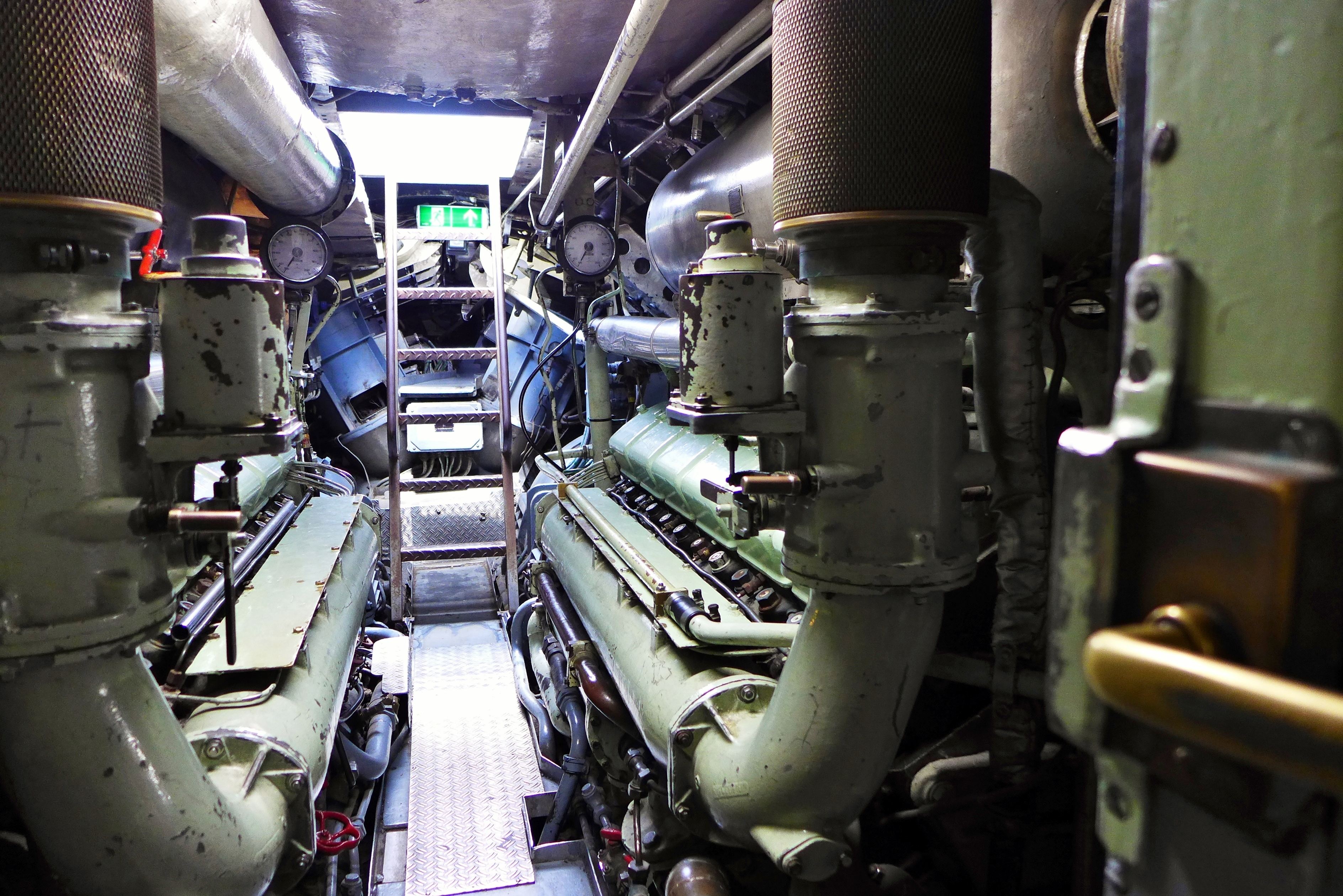
Salle des machines